# Babka żabia
Babka żabia (Mesogobius batrachocephalus) – gatunek ryby z rodziny babkowatych (Gobiidae).

## Występowanie
Morze Czarne i Morze Azowskie.
Występuje na większych głębokościach (20–60, maksymalnie 100 m) w ujściach rzek i słonawych zatokach, rzadko w słodkiej wodzie. Żyje na dnie piaszczystym, kamienistym lub pokrytym muszlami, w pobliżu klifów. Preferuje temperaturę 4–18° C.

## Cechy morfologiczne
Osiąga 34,5 cm długości i 600 gramów masy ciała. W płetwach grzbietowych 7 twardych i 16–18 miękkich promieni, w płetwie odbytowej 1 twardy i 12–16 miękkich promieni.

## Odżywianie
Żywi się głównie rybami.

## Rozród
W czasie tarła, od II do V, wędruje w stronę brzegu. Żyje do 8 lat.